# Jury Žaǔnoǔ
Jury Uladzimiravič Žaǔnoǔ (bjeloruski: Юры Уладзіміравіч Жаўноў; Dobruš, 17. travnja 1981.) bivši je bjeloruski nogometaš.

## Klupska karijera
Žaǔnoǔ je započeo svoju karijeru u treću bjelorusku ligu s MPKC-96 Mozyr. Poslije pet godina igrajući za MPKC-96 Mozyr. RUOR Minsk i Smena-BATE Minsk, Žaǔnoǔ je dobio ugovor s najvećim klubom iz Bjelorusije FC BATE Borisov. Zatim je otišao u godini 2005. u ruski nogometni klub FK Moskva. 23. veljače 2010. Žaǔnoǔ je potpisao 4-godišnji ugovor sa Zenit Sankt Peterburg.